# Velké Tokio

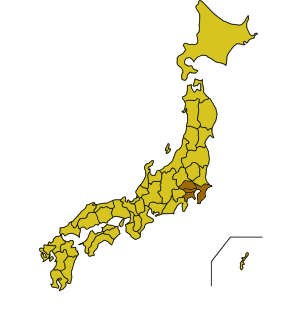
Metropolitní oblast Velké Tokio

Velké Tokio je největší metropolitní oblast na světě podle počtu obyvatel. Rozkládá se na ploše 13 500 km², žije zde kolem 38 milionů obyvatel (2016).
Skládá se z prefektur Čiba, Kanagawa, Saitama a Tokio.